# 綠色生活

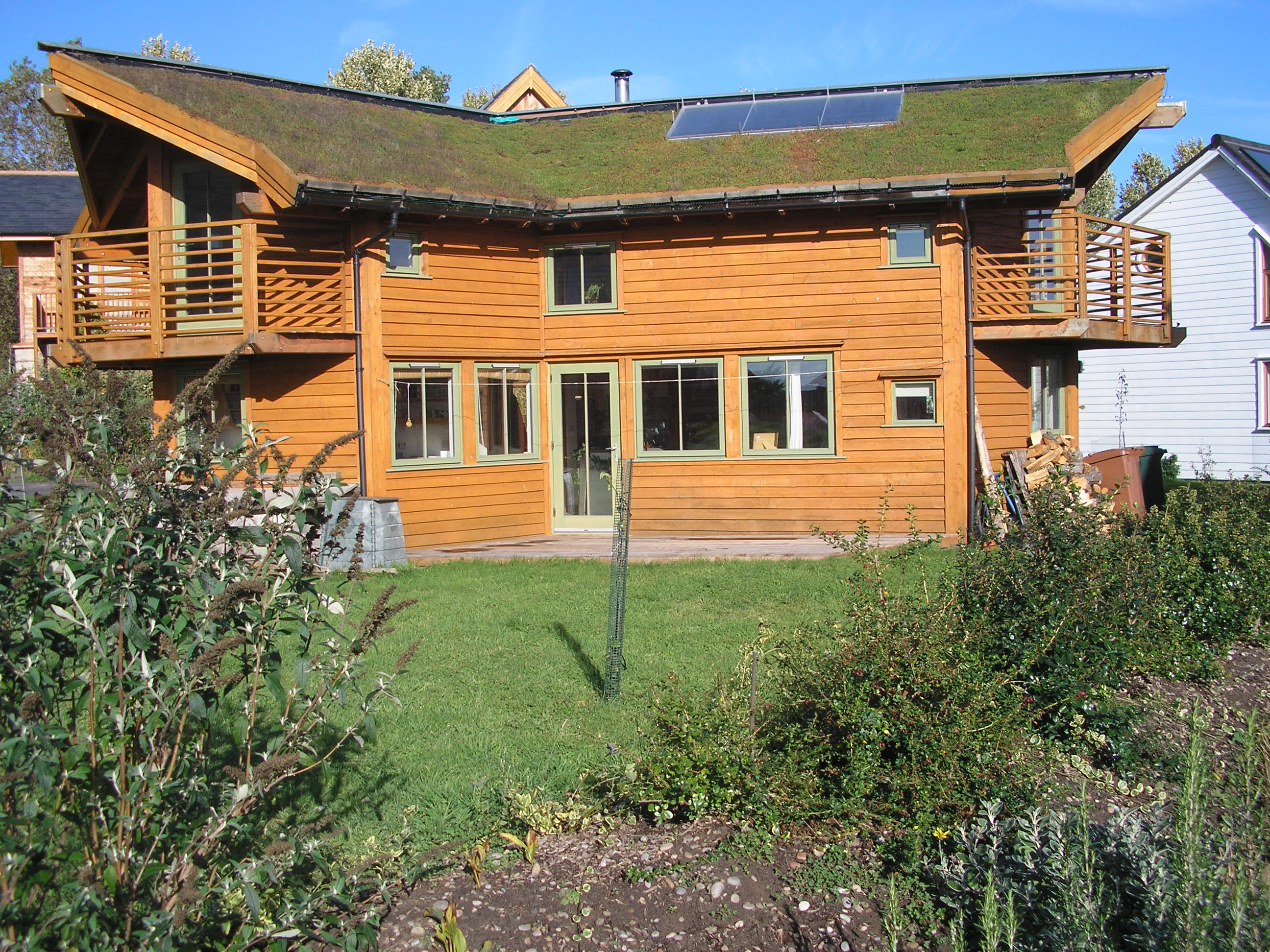
一幢美国的绿色生活屋，使用绿色能源，自给自足

綠色生活，是指某一個人或社會的生活方式以永續發展作為目標，使用有限的天然資源達至某程度上的可持續性。并以最大程度减少污染环境的行为，如垃圾分类，低碳出行等。但素食一类的行为是否算是绿色生活仍有争议。
绿色生活的目的大多是抵御全球变暖，建立“人与自然的和谐社会”等。

## 外部連結
- 綠色和平：低碳救地球 （页面存档备份，存于）
- 綠色和平：節能減碳－綠色生活大全 （页面存档备份，存于）
- 香港政府電視宣傳短片
- 台灣行政院環保署-綠色生活資訊網 （页面存档备份，存于）
- 台灣行政院環保署-綠色生活網 （页面存档备份，存于）
- 聾健共創低碳社區 （页面存档备份，存于） | 龍耳